# The Cool
The Cool is het tweede studioalbum van rapper Lupe Fiasco.

## Achtergrondinformatie
De leadsingle is "Superstar" waarvan de video al geschoten is. Deze clip is al te zien op MTV Nederland en ook op de digitale zender MTV Brand New. Ook heeft hij reeds een video opgenomen van "Dumb it Down" en bracht het uit als straatsingle. De oorspronkelijke datum waarop dit album uit zou komen was 20 november 2007 en kwam uiteindelijk op 18 december 2007 in de Verenigde Staten en 21 januari 2008 in Nederland en het Verenigd Koninkrijk.
Het album is geproduceerd door een groot gedeelte van de FNF producers.
Tijdens het maken van dit album, heeft Fiasco veel meegemaakt. De dood van zijn vader en een goede vriend en de gevangenisstraf van Charles Patton. Deze ervaring heeft hij verwerkt in het album, waardoor het een donkerdere sfeer heeft dan zijn voorganger Food & Liquor.

## Tracklist
| #  | Titel                                 | Songwriter(s)                                                        | Producer(s)                        | Met medewerking van          | Lengte |
| -- | ------------------------------------- | -------------------------------------------------------------------- | ---------------------------------- | ---------------------------- | ------ |
| 1  | "Baba Says Cool for Thought"          | Jaco, Iesha                                                          | Iesha Jaco                         | Iesha Jaco                   | 0:46   |
| 2  | "Free Chilly"                         |                                                                      | Soundtrakk                         | Sarah Green & GemStones      | 1:02   |
| 3  | "Go Go Gadget Flow"                   | Lupe Fiasco/Soundtrakk                                               | Soundtrakk                         |                              | 4:10   |
| 4  | "The Coolest"                         | Paultre, Chris/Braxton, Derrick/Lupe Fiasco                          | Chris & Drop                       |                              | 5:12   |
| 5  | "Superstar"                           | Lupe Fiasco/Soundtrakk                                               | Soundtrakk                         | Matthew Santos               | 4:48   |
| 6  | "Paris, Tokyo"                        | Deodato, Eumir/Lupe Fiasco/Soundtrakk                                | Soundtrakk                         |                              | 4:30   |
| 7  | "Hi-Definition"                       | Broadus, Cordozor Calvin/Shuckburgh, Alexander/Pooh Bear/Lupe Fiasco | Alshux                             | Snoop Dogg & Pooh Bear       | 3:51   |
| 8  | "Gold Watch"                          | Paultre, Chris/Braxton, Derrick/Lupe Fiasco                          | Chris & Drop                       |                              | 4:12   |
| 9  | "Hip Hop Saved My Life"               | Lupe Fiasco/Jean, Nikki/Soundtrakk                                   | Soundtrakk                         | Nikki Jean                   | 4:02   |
| 10 | "Intruder Alert"                      | Lupe Fiasco/Soundtrakk                                               | Soundtrakk                         | Sarah Green & Matthew Santos | 4:00   |
| 11 | "Streets on Fire"                     | Paultre, Chris/Braxton, Derrick/Lupe Fiasco                          | Chris & Drop                       | Matthew Santos               | 4:40   |
| 12 | "Little Weapon"                       | Stump, Patrick/Lupe Fiasco/Bishop G                                  | Patrick Stump                      | Bishop G & Nikki Jean        | 4:05   |
| 13 | "Gotta Eat"                           | Lupe Fiasco/Soundtrakk                                               | Soundtrakk                         |                              | 3:24   |
| 14 | "Dumb It Down"                        | Lupe Fiasco/Soundtrakk                                               | Soundtrakk                         | GemStones & Graham Burris    | 4:03   |
| 15 | "Hello/Goodbye (Uncool)"              | File, R./Goss, C./Homme, J./Lavelle, J./Lupe Fiasco                  | Lupe Fiasco & Chris Goss met Unkle | Unkle                        | 4:26   |
| 16 | "The Die"                             | GemStones/Lupe Fiasco/Soundtrakk                                     | Soundtrakk                         | GemStones                    | 3:23   |
| 17 | "Put You on Game"                     | Simonsayz/Lupe Fiasco                                                | Simonsayz                          |                              | 3:02   |
| 18 | "Fighters"                            | Messie/Lupe Fiasco                                                   | Le Messie                          | Matthew Santos               | 3:33   |
| 19 | "Go Baby"                             | GemStones/Lupe Fiasco/Soundtrakk                                     | Soundtrakk                         | GemStones                    | 3:36   |
| 20 | "Blackout" (Circuit City bonus track) | Lupe Fiasco/Soundtrakk                                               | Soundtrakk                         |                              | 4:00   |

### Samples
"Streets on Fire"
- "Amen, Brother" door The Winstons

"Paris, Tokyo"
- "San Juan Sunset" door Eumir Deodato

"Hello/Goodbye (Uncool)"
- "Chemistry" door Unkle